# Associazione Calcio Trento 1921 2023-2024
Questa voce raccoglie le informazioni riguardanti l'Associazione Calcio Trento nelle competizioni ufficiali della stagione 2023-2024.

## Divise e sponsor
La divisa del Trento e gialloblù, con calzoncini e calzettoni blù. Lo sponsor tecnico per la stagione 2023-2024 è Erreà.

## Stagione
Nella stagione 2023-2024 il Trento disputa il girone A del campionato di Serie C, ottiene il decimo posto con 51 punti, centrando l'ultimo posto utile per disputare i Play-off. Ma li lascia subito nel primo turno sconfitto dall'Atalanta Under 23 (3-1). La stagione del Trento inizia con il tecnico confermato Bruno Tedino, al termine del girone di andata ha 25 punti in dodicesima posizione, e allora si cambia allenatore, per cinque gare arriva lo spagnolo Joan Moll, poi tocca a Francesco Baldini portare a termine la stagione, conclusa con l'eliminazione nel primo turno dei Play-off. Nella Coppa Italia di Serie C a inizio ottobre il Trento non supera il primo turno, pareggia (0-0) ad Arzignano, ma ai rigori si impongono (5-4) i vicentini.

### Rosa 2023-2024
Aggiornato il 12 febbraio 2024.
| N. |                    | Ruolo | Calciatore           |
| -- | ------------------ | ----- | -------------------- |
| 1  | Italia (bandiera)  | P     | Alessandro Russo     |
| 2  | Italia (bandiera)  | D     | Filippo Ercolani     |
| 4  | Italia (bandiera)  | D     | Andrea Trainotti     |
| 5  | Italia (bandiera)  | D     | Nosa Edward Obaretin |
| 6  | Italia (bandiera)  | D     | Luca Ferri           |
| 7  | Italia (bandiera)  | A     | Emanuele Anastasia   |
| 8  | Italia (bandiera)  | D     | Daniel Cappelletti   |
| 8  | Haiti (bandiera)   | C     | Christopher Attys    |
| 9  | Croazia (bandiera) | A     | Tomi Petrovic        |
| 9  | Italia (bandiera)  | A     | Samuele Spalluto     |
| 10 | Italia (bandiera)  | A     | Cristian Pasquato    |
| 11 | Italia (bandiera)  | A     | Giovanni Terrani     |
| 12 | Italia (bandiera)  | P     | Giacomo Pozzer       |
| 14 | Spagna (bandiera)  | D     | Pol Garcia Tena      |
| 17 | Italia (bandiera)  | C     | Davide Galazzini     |

| N. |                    | Ruolo | Calciatore             |
| -- | ------------------ | ----- | ---------------------- |
| 19 | Italia (bandiera)  | D     | Giovanni Vaglica       |
| 20 | Italia (bandiera)  | C     | Leonardo Di Cosmo      |
| 21 | Italia (bandiera)  | A     | Antonio Satriano       |
| 23 | Italia (bandiera)  | C     | Filippo Puletto        |
| 24 | Italia (bandiera)  | C     | Pasquale Giannotti     |
| 25 | Croazia (bandiera) | A     | Leon Sipos             |
| 32 | Italia (bandiera)  | A     | Luigi Caccavo          |
| 34 | Romania (bandiera) | C     | Sergiu Suciu           |
| 37 | Italia (bandiera)  | C     | Tommaso Brevi          |
| 38 | Italia (bandiera)  | C     | Mattia Sangalli        |
| 62 | Italia (bandiera)  | D     | Ruggero Frosinini      |
| 66 | Italia (bandiera)  | D     | Davide Vitturini       |
| 77 | Albania (bandiera) | C     | Armand Rada            |
| 83 | Italia (bandiera)  | D     | Alberto Barison        |
| 90 | Camerun (bandiera) | A     | Jonathan Italeng Ngock |

## Risultati

### Serie C

#### Girone di andata
| Arbitro: | Ancora (Roma) |

|  |           |              |
|  | Marcatori | 71’ Sangalli |

| Trento 10 settembre 2023 2ª giornata | Trento                 | 0 – 0 | Atalanta U23 | Stadio Briamasco\| Arbitro: \| Manedo Mazzoni (Prato) \| |
| Arbitro:                             | Manedo Mazzoni (Prato) |       |              |                                                          |

| Arbitro: | Viapiana (Catanzaro) |

|  |           |                                              |
|  | Marcatori | 25’ Attys 63’ Pasquato 90+4’ (rig.) Petrovic |

| Arbitro: | Luongo (Napoli) |

|                     |           |           |
| Petrovic 52’ (rig.) | Marcatori | 7’ Martic |

| Arbitro: | Peletti (Crema) |

|                        |           |           |
| Ceravolo 24’ Gonzi 26’ | Marcatori | 30’ Attys |

| Arbitro: | Andreano (Prato) |

|  |           |                                      |
|  | Marcatori | 10’ Villa 18’ Capelli 79’ Bertolussi |

| Trento 7 ottobre 2023 7ª giornata | Trento        | 0 – 0 | Lumezzane | Stadio Briamasco\| Arbitro: \| Nigro (Prato) \| |
| Arbitro:                          | Nigro (Prato) |       |           |                                                 |

| Arbitro: | Burlando (Genova) |

|                             |           |  |
| S. Piccinini 42’ Tonoli 70’ | Marcatori |  |

| Arbitro: | Baratta (Rossano) |

|                                      |           |             |
| Attys 68’ Frosinini 75’ Petrovic 80’ | Marcatori | 48’ Bruschi |

| Arbitro: | Ursini (Pescara) |

|  |           |                                   |
|  | Marcatori | 15’ Terrani 90+5’ (rig.) Petrovic |

| Arbitro: | Di Cicco (Lanciano) |

|               |           |            |
| Trainotti 25’ | Marcatori | 67’ Gazoul |

| Arbitro: | Bozzetto (Bergamo) |

|                                                   |           |  |
| Demirovic 7’ Ceter 37’ Casarotto 43’ J. Gomez 72’ | Marcatori |  |

| Arbitro: | Cerbasi (Arezzo) |

|               |           |  |
| Anastasia 33’ | Marcatori |  |

| Arbitro: | Marotta (Sapri) |

|  |           |              |
|  | Marcatori | 66’ Petrovic |

| Arbitro: | Gavini (Aprilia) |

|              |           |                        |
| Petrovic 76’ | Marcatori | 37’ Borghini 51’ Muzio |

| Arbitro: | Manzo (Torre Annunziata) |

|                   |           |             |
| Fumagalli 5’, 73’ | Marcatori | 3’ Obaretin |

| Arbitro: | Di Reda (Molfetta) |

|                         |           |  |
| Rodio 47’ M. Maggio 52’ | Marcatori |  |

| Arbitro: | Cavaliere (Paola) |

|                                               |           |                |
| Rada 21’ Attys 40’ Anastasia 42’ Petrovic 70’ | Marcatori | 26’ F. Ferrari |

| Arbitro: | Ramondino (Palermo) |

|                  |           |  |
| M. Tremolada 30’ | Marcatori |  |

#### Girone di ritorno
| Arbitro: | Calzavara (Varese) |

|  |           |             |
|  | Marcatori | 89’ Minesso |

| Arbitro: | Baratta (Rossano) |

|                 |           |  |
| G. Bonfanti 84’ | Marcatori |  |

| Arbitro: | Cerbasi (Arezzo) |

|          |           |               |
| Rada 85’ | Marcatori | 3’ Bonaccorsi |

| Legnago 28 gennaio 2024 23ª giornata | Legnago               | 0 – 0 | Trento | Stadio Mario Sandrini\| Arbitro: \| Gandino (Alessandria) \| |
| Arbitro:                             | Gandino (Alessandria) |       |        |                                                              |

| Arbitro: | Ceriello (Chiari) |

|  |           |                           |
|  | Marcatori | 66’ Di Gesù 90+1’ A. Seck |

| Arbitro: | Mucera (Palermo) |

|                 |           |                        |
| Varas 4’ (rig.) | Marcatori | 75’ (aut.) Delli Carri |

| Arbitro: | Toma Mbei (Cuneo) |

|  |           |                                   |
|  | Marcatori | 67’ (rig.) Spalluto 81’ Anastasia |

| Arbitro: | Marotta (Sapri) |

|                      |           |                                   |
| Anastasia 80’ (rig.) | Marcatori | 36’ Guiu 47’ Bariti 61’ Mazzarani |

| Arbitro: | Di Cicco (Lanciano) |

|  |           |          |
|  | Marcatori | 59’ Rada |

| Trento 1º marzo 2024 29ª giornata | Trento               | 0 – 0 | Pro Patria | Stadio Briamasco\| Arbitro: \| Viapiana (Catanzaro) \| |
| Arbitro:                          | Viapiana (Catanzaro) |       |            |                                                        |

| Arbitro: | Vogliacco (Bari) |

|  |           |              |
|  | Marcatori | 75’ Satriano |

| Arbitro: | Baratta (Rossano) |

|                               |           |              |
| Obaretin 45+1’ T. Brevi 90+1’ | Marcatori | 90+5’ Zigoni |

| Arzignano 17 marzo 2024 32ª giornata | Arzignano         | 0 – 0 | Trento | Stadio Tommaso Dal Molin\| Arbitro: \| Gemelli (Messina) \| |
| Arbitro:                             | Gemelli (Messina) |       |        |                                                             |

| Arbitro: | Turrini (Firenze) |

|             |           |           |
| Italeng 61’ | Marcatori | 17’ Fiori |

| Arbitro: | Marotta (Sapri) |

|                           |           |                               |
| Alì Zoma 66’ Borghini 78’ | Marcatori | 10’ Italeng 90+2’ Cappelletti |

| Trento 6 aprile 2024 35ª giornata | Trento        | 0 – 0 | Giana Erminio | Stadio Briamasco\| Arbitro: \| Nigro (Prato) \| |
| Arbitro:                          | Nigro (Prato) |       |               |                                                 |

| Arbitro: | Lovison (Padova) |

|              |           |  |
| Pasquato 80’ | Marcatori |  |

| Arbitro: | Milone (Taurianova) |

|                             |           |  |
| Della Morte 18’ Ronaldo 80’ | Marcatori |  |

| Arbitro: | Restaldo (Ivrea) |

|                      |           |  |
| Anastasia 82’ (rig.) | Marcatori |  |

### Play-off
| Arbitro: | Di Francesco (Ostia Lido) |

|                                         |           |             |
| Cissé 14’ G. Bonfanti 45+2’ Jimenez 82’ | Marcatori | 6’ Spalluto |

### Coppa Italia Serie C

#### Turni eliminatori
| Arbitro: | Catanzaro (Catanzaro) |

|                                               |                      |                                                           |
| Centis Piana Baldé Canato Bordo Milillo Lakti | Tiri di rigore 5 – 4 | Sipos Sangalli Di Cosmo Vaglica Pasquato Obaretin Ruffato |

## Statistiche

### Statistiche di squadra
Statistiche aggiornate al 1º luglio 2023
| Competizione         | Punti | In casa | In casa | In casa | In casa | In casa | In casa | In trasferta | In trasferta | In trasferta | In trasferta | In trasferta | In trasferta | Totale | Totale | Totale | Totale | Totale | Totale | D.R. |
| Competizione         | Punti | G       | V       | N       | P       | Gf      | Gs      | G            | V            | N            | P            | Gf           | Gs           | G      | V      | N      | P      | Gf     | Gs     | D.R. |
| -------------------- | ----- | ------- | ------- | ------- | ------- | ------- | ------- | ------------ | ------------ | ------------ | ------------ | ------------ | ------------ | ------ | ------ | ------ | ------ | ------ | ------ | ---- |
| Serie C              | 51    | 19      | 6       | 8       | 5       | 18      | 18      | 19           | 7            | 4            | 8            | 16           | 19           | 38     | 13     | 12     | 13     | 34     | 37     | -3   |
| Coppa Italia Serie C | -     | 0       | 0       | 0       | 0       | 0       | 0       | 1            | 0            | 1            | 0            | 0            | 0            | 1      | 0      | 1      | 0      | 0      | 0      | 0    |
| Totale               | -     | 19      | 6       | 8       | 5       | 18      | 18      | 20           | 7            | 5            | 8            | 16           | 19           | 39     | 13     | 13     | 13     | 34     | 37     | -3   |

### Andamento in campionato
| Giornata  | 1 | 2 | 3 | 4 | 5 | 6 | 7 | 8 | 9 | 10 | 11 | 12 | 13 | 14 | 15 | 16 | 17 | 18 | 19 | 20 | 21 | 22 | 23 | 24 | 25 | 26 | 27 | 28 | 29 | 30 | 31 | 32 | 33 | 34 | 35 | 36 | 37 | 38 |
| --------- | - | - | - | - | - | - | - | - | - | -- | -- | -- | -- | -- | -- | -- | -- | -- | -- | -- | -- | -- | -- | -- | -- | -- | -- | -- | -- | -- | -- | -- | -- | -- | -- | -- | -- | -- |
| Luogo     | T | C | T | C | T | C | C | T | C | T  | C  | T  | C  | T  | C  | T  | T  | C  | T  | C  | T  | C  | T  | C  | T  | T  | C  | T  | C  | T  | C  | T  | C  | T  | C  | C  | T  | C  |
| Risultato | V | N | V | N | P | P | N | P | V | V  | N  | P  | V  | V  | P  | P  | P  | V  | P  | P  | P  | N  | N  | P  | N  | V  | P  | V  | N  | V  | V  | N  | N  | N  | N  | V  | P  | V  |
| Posizione | 1 | 3 | 3 | 4 | 5 | 6 | 7 | 7 | 8 | 9  | 9  | 10 | 10 | 13 | 15 | 15 | 16 | 16 | 16 | 16 | 16 | 16 | 16 | 16 | 15 | 13 | 13 | 10 | 9  | 8  | 8  | 9  | 10 | 10 | 10 | 10 | 10 | 10 |

Legenda:

Luogo: C = Casa; T = Trasferta. Risultato: V = Vittoria; N = Pareggio; P = Sconfitta.